# صمد یشیل
صمد یشیل (انگلیسی: Samed Yeşil؛ زاده ۲۵ مهٔ ۱۹۹۴) یک بازیکن فوتبال اهل ترکیه است.